# آگیت بیچ (اورگن)
آگیت بیچ (به انگلیسی: Agate Beach) یک منطقهٔ مسکونی در ایالات متحده آمریکا است که در اورگن واقع شده‌است. آگیت بیچ ۴۷٫۸۵ متر بالاتر از سطح دریا واقع شده‌است.